# Kinn
Kinn est une kommune de Norvège. Elle est située dans le comté de Vestland et a été créée le 1er janvier 2020 par la fusion des anciennes communes de Flora et Vågsøy.

## Géographie
Le point culminant de la commune est le glacier Ålfotbreen avec une hauteur de 1 385 m.

## Particularité
Kinn est la seule commune de Norvège continentale qui se compose de deux parties complètement séparées l'une de l'autre par une autre municipalité (Bremanger).